# 포메인
포메인(Phomein)은 외식 전문 기업 ㈜데일리킹의 대표 브랜드로 베트남 쌀국수 전문 프랜차이즈다. 포메인 의미는 쌀국수를 뜻하는 베트남어 '포(PHO)'와 면을 뜻하는 중국어 미엔의 영어 발음 '메인(MEIN)'의 합성어다. 포메인은 'Pho'의 상표권을 보유하고 있는 대한민국 유일의 베트남 쌀국수 전문 브랜드다.
2006년 5월 분당 정자본점을 오픈하며 가맹사업을 시작했으며, 현재는 국내에서 100여개 매장을 운영 중이다. 

## 연혁
- 2006년 4월: 포메인(Phomein) 상표권 출원(출원 제2009-0003725호) 및 등록(등록 제41-0225070호)[2]
- 2006년 5월: 포메인 정자본점 오픈
- 2006년 6월: 가맹사업 시작
- 2011년 9월: 동종업계 최다 매장 100호점 달성[3]
- 2011년 12월: 포메인 정자본점 확장 리뉴얼 및 전문교육장, 연구소 오픈[4]
- 2015년 6월: 베트남 현지 법인 쌀국수 제조 공장 '포시즌(PHO SEASON)' 설립[5]